# Makorty-Stausee
Der Makorty-Stausee (ukrainisch Макортівське водосховище; russisch Макортовское водохранилище) ist ein Stausee an der 144 km langen Saksahan, einem Nebenfluss des Inhulez, im Zentrum der Ukraine.
Der Makorty-Stausee liegt in der Oblast Dnipropetrowsk an der Grenze der Rajone Krywyj Rih und Kamjanske. Der Staudamm liegt bei dem Dorf Makorty (ukrainisch Макорти), Landratsgemeinde Persche Trawnja im Norden des Rajon Sofijiwka, das dem Stausee auch seinen Namen gab. An seinem Ufer liegen die Gemeinden Saksahan und Sajiwka.
Er bedeckt eine Fläche von 13,3 km² und umfasst 57,9 Millionen m³ Wasser. Die Länge beträgt 57 km bei einer durchschnittlichen Breite von 0,3 km. Die durchschnittliche Tiefe beträgt 4,3 m bei einer Maximaltiefe von 32,5 m.
Der 1958 geschaffene Stausee dient der Trinkwasserversorgung von Pjatychatky, der industriellen Brauchwasserversorgung sowie als Naherholungsgebiet.
| Quelle der Saksahan |

| Staudamm |

| Mündung der Saksahan |

| Kachowkaer Stausee |

| Oblast Dnipropetrowsk |